# Валес, Марк
Марк Ва́лес Гонса́лес (кат. Marc Vales Gonzalez; 4 апреля 1990, Лес-Эскальдес, Андорра) — андорранский футболист, полузащитник клуба «Реал Унион» и национальной сборной Андорры.

## Биография

### Клубная карьера
Начал карьеру в пятнадцатилетнем возрасте в составе команды «Сан-Жулиа», которая выступала в чемпионате Андорры. Следующий сезон Валес провёл в «Андорре», которая выступала седьмом по силе дивизионе Испании. Летом 2007 года присоединился к испанскому «Сабаделю», где выступал за молодёжную команду. Спустя год Валес стал игроком второй команды «Эивисса-Ибиса» из Терсеры (четвёртый по значимости дивизион Испании). Сезон 2008/09 стал последним в истории «Эивисса-Ибиса B», поскольку после вылета основной команды из Сегунды Б (третий по силе дивизион), её фарм-клуб был расформирован.
В связи с этим Валес перешёл в «Бинефар». Команда по итогам сезона 2008/09 оказалась в зоне вылета и покинула Терсеру. Следующие два года андоррец провёл в «Атлетико Монсон», которое выступало в Терсере. Летом 2011 года присоединился к «Атлетико Балеарес» из Сегунды Б. Спустя год стал игроком другого клуба Сегунды Б — третьей команды мадридского «Реала», подписав двухлетний контракт. В 2013 году читатели портала Andosport выбрали Марка Валеса лучшим спортсменом-мужчиной 2013 года. Покинул стан «Реала» в сентябре 2013 года.
Вторую половину сезона 2013/14 провёл в «Андорре». Летом 2014 года стал игроком «Реал Сарагоса B», который по итогам сезона вылетел из Сегунды Б. В сезоне 2015/16 находился в составе «Оспиталета», который также выступал в Сегунде Б.
Летом 2016 года стал игроком финского клуба СИК. Дебют в чемпионате Финляндии состоялся 10 августа 2016 года на выезде против ВПС (1:2). Валес вышел вначале второго тайма вместо ивуарийца Абдулая Мейте. По итогам сезона СИК стал бронзовым призёром чемпионата Финляндии и впервые в своей истории стал обладателем Кубка страны. В финале турнира СИК обыграл ХИК в серии пенальти (1:1 основное время и 7:6 по пенальти). Валес сумел реализовать свой одиннадцатиметровый удар.
Данная победа позволила клубу сыграть в Лиге Европы. Команда стартовала в первом квалификационном раунде против исландского «Рейкьявика». Игра на выезде завершилась нулевой ничьей, а домашняя встреча — поражением (0:2). В сентябре 2017 года команда Валеса уступила в финале Кубка Финляндии ХИКу с минимальным счётом (0:1).
Летом 2018 года Валес подписал контракт с норвежским «Саннефьордом». В составе команды дебютировал 5 августа 2018 года в рамках чемпионата Норвегии против «Волеренги» (2:2). По итогам сезона 2018 года «Саннефьорд» занял последнее 16 место и вылетел в Первый дивизион.

### Карьера в сборной
Выступал за юношескую сборную Андорры до 17 лет и провёл в её составе шесть матчей. За сборную до 19 лет сыграл также в шести играх. С 2009 года по 2011 год являлся игроком молодёжной сборной Андорры до 21 года, где сыграл в семи матчах.
В национальной сборной Андорры дебютировал 26 марта 2008 года в семнадцатилетнем возрасте в товарищеском матче против Латвии (0:3), Валес вышел на 89 минуте вместо Жозепа Айялы.
11 октября 2019 года его первый гол за Андорру принёс победу над Молдавией со счётом 1:0 — первую победу в рамках отборов на чемпионаты Европы в истории Андорры.

## Достижения
- Обладатель Кубка Финляндии: 2016
- Финалист Кубка Финляндии: 2017
- Бронзовый призёр чемпионата Финляндии: 2016